# The Set-Up
The Set-Up (br A Armadilha) é um filme estadunidense de 1995, dirigido por Strathford Hamilton, com Billy Zane, Mia Sara e James Russo.

## Sinopse
Um especialista em sistemas de segurança, chamado Charlie Thorpe, é preso certa noite, juntamente com sua esposa, após ter desativado um sistema de segurança e roubado um chip de computador do cofre de uma empresa.